# Franz von Lauer
Franz svobodný pán von Lauer (11. května 1736 – 11. září 1803) byl rakouský důstojník a vojenský inženýr, který dosáhl hodnosti polního zbrojmistra.

## Život
Narodil se do rodiny rakouského důstojníka, vystudoval inženýrskou školu a roku 1755 nastoupil v hodnosti kadeta k Inženýrskému sboru rakouské armády. Za sedmileté války byl povýšen na hejtmana. Za rakousko-turecké války se projevil jako expert na pevnostní válku. Od konce roku 1783 až do dokončení (1790) vedl stavbu pevnosti na Plese v severovýchodních Čechách (od 1793 Josefov), v projektu svého předchůdce generála Querlonda provedl řadu změn a vylepšení. Roku 1788 se stal generálmajorem. Po vypuknutí francouzských revolučních válek byl v roce 1794 ustanoven novým náčelníkem štábu generála Clerfayta. Roku 1796, již jako podmaršálek, byl převelen ve stejné funkci k armádě generála Wurmsera. Později se podílel na opevňovacích pracích na Mantově, hlavní italské pevnosti v rakouských rukách. Následně se stal velitelem Inženýrského sboru, povýšen na polního zbrojmistra a zároveň jmenován poradcem arcivévody Jana. V prosinci 1800 byl po porážce od Francouzů u bavorského Hohenlinden zbaven funkce a příštího roku v březnu penzionován.
Jeho synem byl Josef svobodný pán (baron) von Lauer (18. května 1769 – 26. února 1848), rakouský polní podmaršálek, velitel pevnosti Hradec Králové (1831–1832) a Olomouc (1833–1847).